# Фладунген
Фладунген (нем. Fladungen) — город и городская община в Германии, в земле Бавария. 
Подчинён административному округу Нижняя Франкония. Входит в состав района Рён-Грабфельд. Подчиняется управлению Фладунген.  Население составляет 2169 человек (на 31 декабря 2010 года). Занимает площадь 46,37 км². Официальный код  —  09 6 73 123.
Городская община подразделяется на 7 городских районов.

## Население
По оценке на 31 декабря 2015 года население общины Фладунген составляет 2322 чел. 

| Дата      | 1840 | 1871 | 1900 | 1925 | 1939 | 1950 | 1961 | 1970 | 1987 | 2011 |
| --------- | ---- | ---- | ---- | ---- | ---- | ---- | ---- | ---- | ---- | ---- |
| Население | 2445 | 2254 | 2141 | 2478 | 3297 | 3282 | 2676 | 2520 | 2279 | 2206 |

| Год       | 1960 | 1970 | 1980 | 1990 | 2000 | 2009 | 2010 | 2011 | 2012 | 2013 | 2014 | 2015 |
| --------- | ---- | ---- | ---- | ---- | ---- | ---- | ---- | ---- | ---- | ---- | ---- | ---- |
| Население | 2635 | 2509 | 2367 | 2352 | 2394 | 2185 | 2169 | 2207 | 2178 | 2201 | 2265 | 2322 |

## Фотогалерея

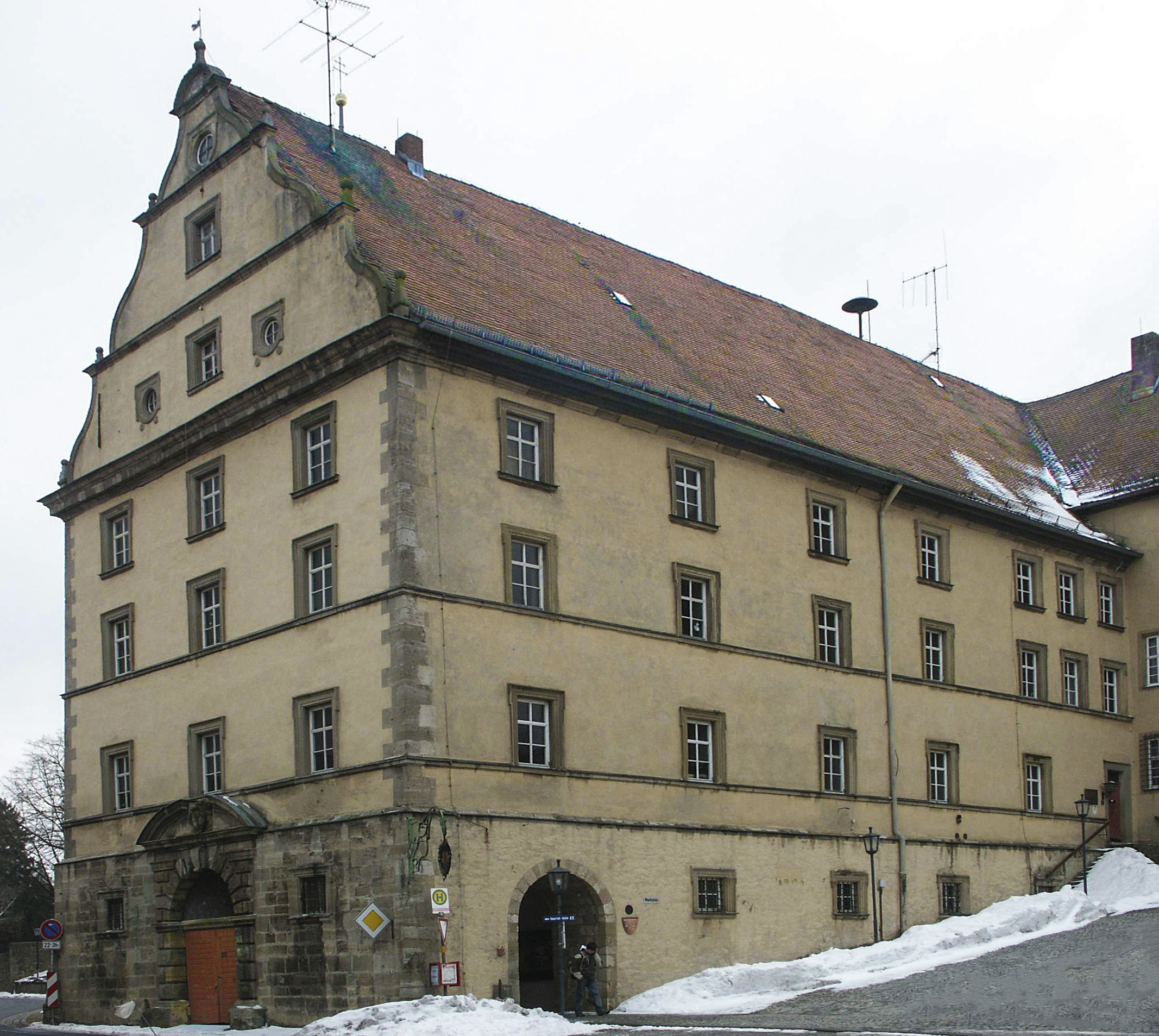
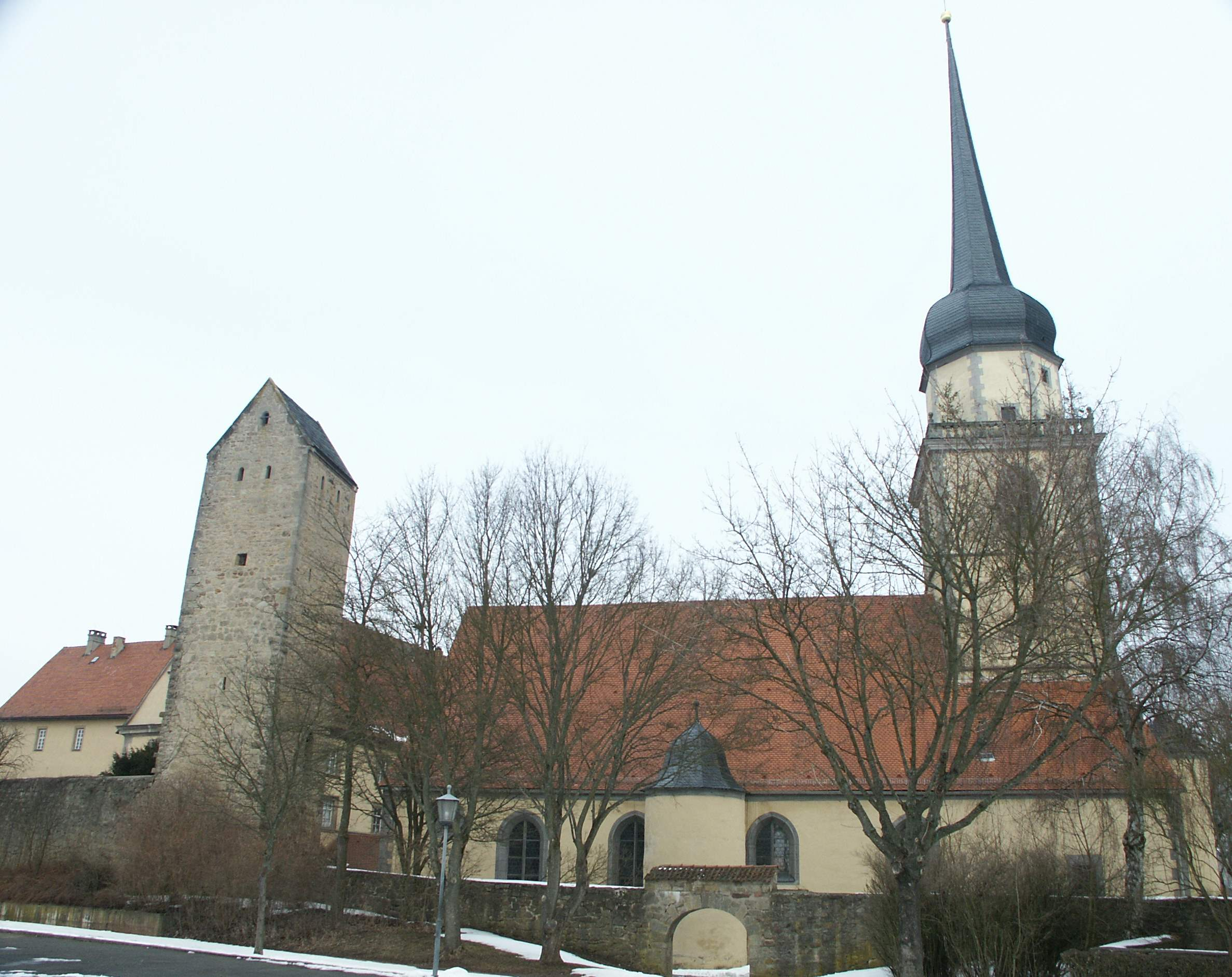
Башня
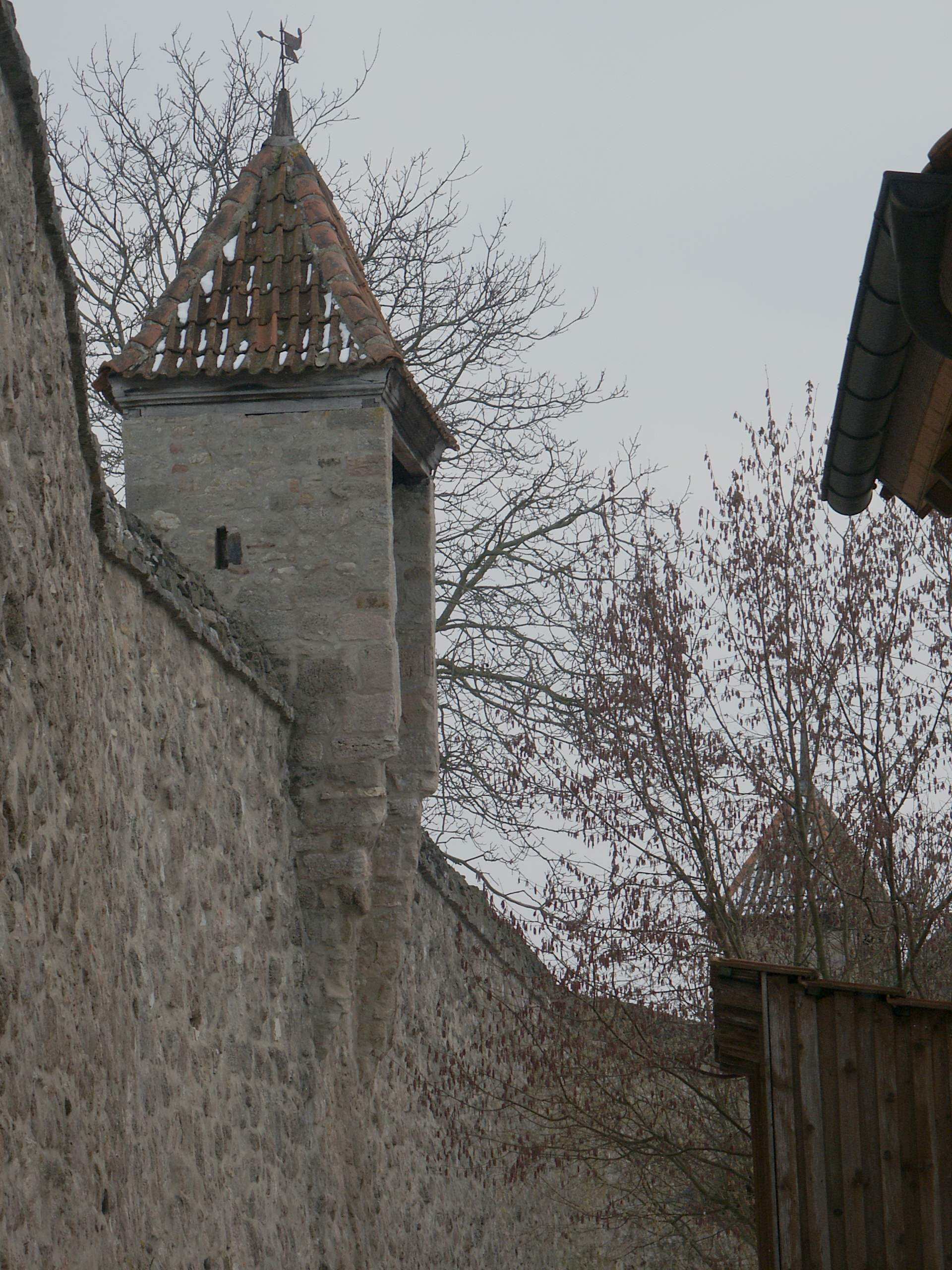
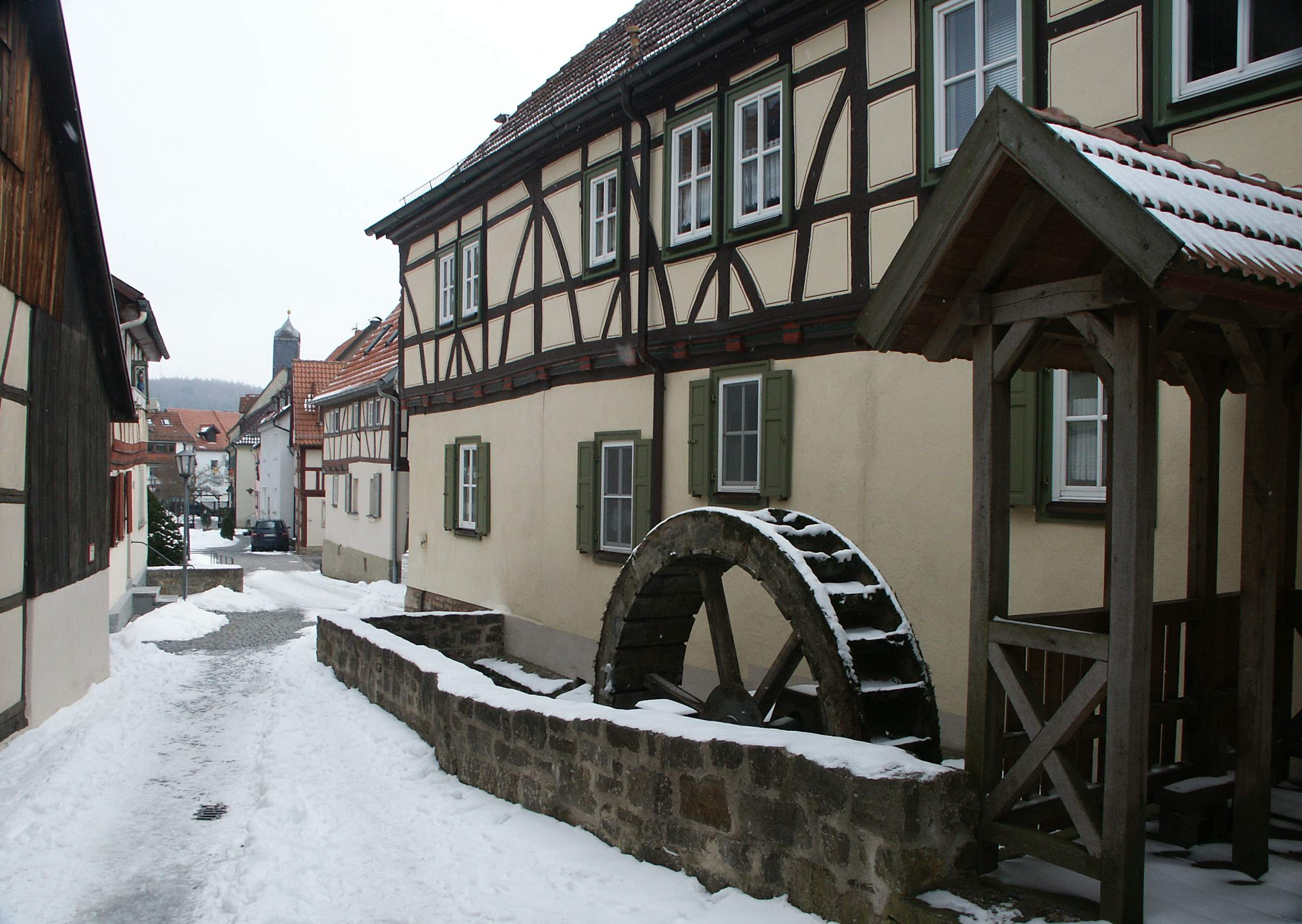